# Buk-gu
Buk-gu es un distrito en el noroeste de Daegu, Corea del Sur. Colinda con el condado de Chilgok en el norte. La zona es 95,46 kilómetros ². La población es de aproximadamente 450.000.
Durante la mayor parte del siglo XX, Buk-gu era puramente una división administrativa de Daegu, sin ningún tipo de autonomía local. El primer consejo de distrito se inauguró en 1991, y el primer jefe de distrito fue elegido en 1995, como parte de las reformas de los gobiernos locales en todo el país. Universidad Nacional Kyungpook y Yeungjin Colegio se encuentran en Buk-gu.